# Sara Jean Underwood
Sara Jean Underwood (Portland, 26 maart 1984) is een Amerikaans model en actrice. Ze was de Playboy Playmate van juli 2006 en werd verkozen tot Playmate of the Year 2007. Ze presenteert de televisieshow Attack of the Show!.

## Levensloop
Underwood groeide op in Scappoose en ging daarna studeren aan de Oregon State University en de Portland State University.
Ze heeft een knipperlichtrelatie gehad met presentator Ryan Seacrest.
Ze verscheen voor het eerst in de Playboy in 2005. Daarna verscheen ze in juli 2006 als Playmate of the Month. Ze werd Playmate of the Year 2007 en kreeg daarbij een auto. Underwood heeft in 2009 de Playmate van het jaar, Ida Ljungqvist, ontdekt.
Als actrice is ze verschenen in meerdere afleveringen van The Girls Next Door. Ze heeft nog een aantal rollen gespeeld in Epic Movie, House Bunny, The Telling, Miss March en een aflevering van Kendra. Ook is ze als gast in Ridiculousness geweest.

## Filmografie

### Films
- Epic Movie (2007)
- The House Bunny (2008)
- Two Million Stupid Women (2009)
- Miss March (2009)
- The Telling (2009)
- Zellwood (2009)

### Televisie
- Attack of the Show!
- Kunoichi, achtste competitie
- Bridget's Sexiest Beaches, seizoen 1, aflevering 2, "Croatia"
- Ridiculousness
- Kendra